# Giovanni Bononcini
Giovanni Battista Bononcini (Modena, 18 de julho de 1670 – Viena, 9 de julho de 1747) foi um compositor e violoncelista italiano.

## Carreira
Era filho do compositor Giovanni Maria Bononcini e irmão de Antonio Maria Bononcini, também compositor. Estudou violoncelo em Bolonha e depois serviu como mestre de capela em Milão, Roma, Viena e Berlim. Entre 1720 e 1735 viveu na Inglaterra e competiu com Händel na ópera. 

## Composições
Suas primeiras obras para violoncelo são duas sinfonias incluídas em um manuscrito na abadia de Montecassino. Seus outros trabalhos incluem uma série de óperas, missas e um hino fúnebre para o Duque de Marlborough. Uma de suas óperas, Xerse, parodiou material em uma configuração anterior daquela ópera de Francesco Cavalli, incluindo a ária "Ombra mai fu". O Xerse de Bononcini foi por sua vez adaptado por Handel em seu Serse com uma terceira (e mais conhecida) versão de "Ombra mai fu". A canção de Bononcini "Vado ben spesso cangiando loco" foi utilizada por Franz Liszt em seusuíte para piano Années de pèlerinage: Deuxième année: Itália sob o título errôneo "Canzonetta del Salvator Rosa".

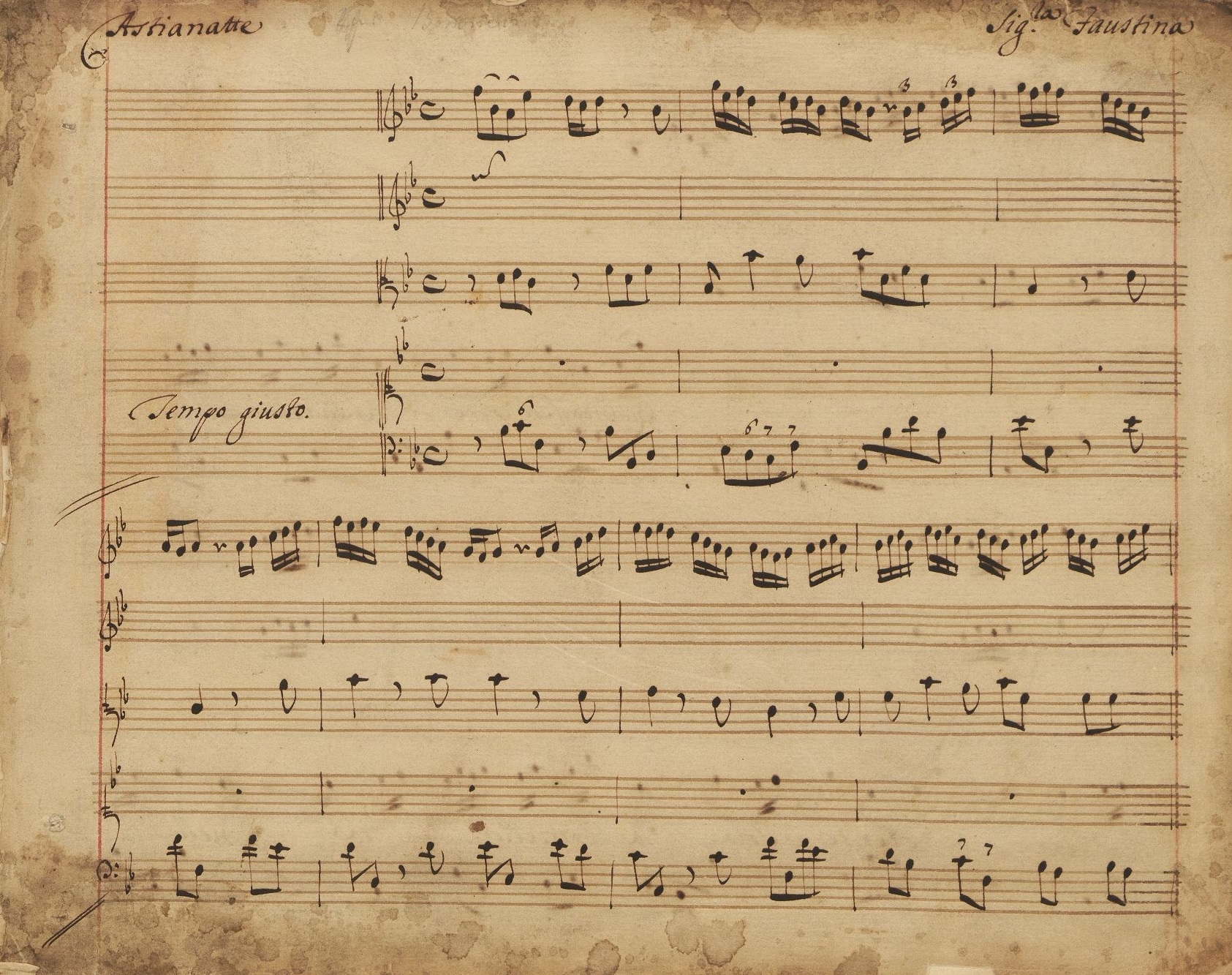
Primeira página do manuscrito de Astianette, ca. 1727

## Operas
- Eraclea pasticcio (1692)
- Xerse (1694)
- Tullo Ostillio (1694)
- Muzio Scevola (1695)
- Il trionfo di Camilla (1696)
- L'amore eroica fra pastori (1696)
- La clemenza di Augusto (1697)
- La fede pubblica (1699)
- Gli affetti più grandi, vinti dal più giusto (1701)
- Cefalo (1702)
- Polifemo (1702)
- Proteo sul Reno, poema dramático (1703)

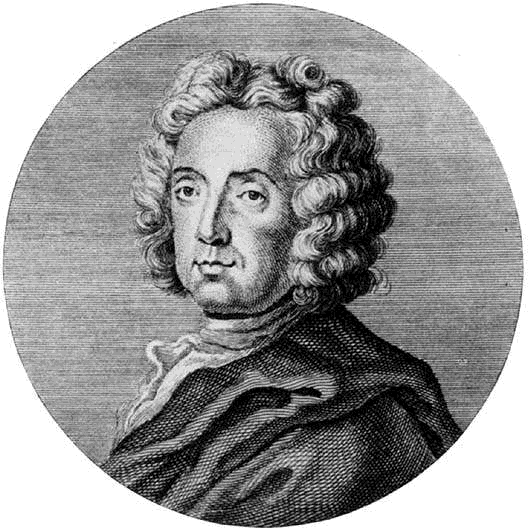
Giovanni Bononcini

- Etearco (1707)
- Turno Aricino (1707)
- Mario fuggitivo (1708)
- Abdolomino (1709)
- Caio Gracco (1710)
- Astarto (1720)
- L'odio e l'amore (1721)
- Crispo (1721)
- Griselda (1722)
- Erminia (1723)
- Calphurnia (1724)
- Astianatte (1727)
- Alessandro in Sidone (1737)
- Zenobia (1737)

## Serenatas
- La nemica d'Amore (1692)
- La nemica d'amore fatta amante (Ago. 10, 1693)[2]
- La costanza non gradita nel doppio amore d'Aminta (1694)
- La notte festiva (1695)
- Amore non vuol diffidenza (1695)
- Amor per amore (1696)
- L'Euleo festeggiante (1699)
- La gara delle quatri stagioni festa in musica (1699)
- Il fiore delle Eroine Trattenimento in musica (1704)
- Il ritorno di Guilio Cesare festa in musica (1704)
- La nuova gara di Giunione e Pallade festa in musica (1705)
- Endimione favola per musica (1706)

## Outros trabalhos
- XII Trattenimenti da camera, Op. 1 (1685)
- XII Concerti da camera, Op. 2 (1685)
- Sinfonias, Opp. 3–6
- 4 Messe brevi (1688)
- XII Duetti da camera, Op. 8 (1691)
- Oratorio San Nicola di Bari (Roma 1693)
- Oratorio La Conversione di Maddalena (Viena 1701)
- Il natale di Giunone festeggiato in Samo (1708)
- Li sagrifici di Romolo per la salute di Roma (1708)
- L'arrivo della gran madre degli dei in Roma (1713)
- Divertimenti da camera (1722)
- XII (Trio) Sonatas for the Chamber (1732)
- Oratorio Ezechia  (Vienna 1737)
- Te Deum in C minor (1741)
- Over 300 cantatas